# Big Brother and the Holding Company
Big Brother and the Holding Company je americká rocková skupina, založená v roce 1965 v San Franciscu v Kalifornii. Ve skupině v letech 1966-1968 zpívala Janis Joplin.

## Diskografie
- Big Brother & the Holding Company (1967)
- Cheap Thrills (1968)
- Be a Brother (1970)
- How Hard It Is (1971)
- Can't Go Home Again (1997)
- Live at Winterland '68 (1998)
- Do What You Love (1999)
- Hold Me (2006)
- The Lost Tapes (2008)